# Ernest Wamba dia Wamba
Ernest Wamba dia Wamba, né en 1942 et mort le 15 juillet 2020 à Kinshasa en République démocratique du Congo (RDC), est un sénateur congolais dans le gouvernement de transition. Il a été le chef d'une faction du Rassemblement congolais pour la démocratie (RCD) durant la deuxième guerre du Congo.

## Biographie
Wamba est né en 1942, à Sundi-Lutete (Congo Belge), dans la Bas-Congo. Il suit ses cours dans l'école d'une mission suédoise. Il grandit durant l'époque de Simon Kimbangu et de la crise politique qui a mené à l'indépendance du Congo belge, notamment grâce à l'Alliance des Bakongo (ABAKO).
À la fin de ses études secondaires, il reçoit une bourse de l'African-America Institute (en) pour étudier aux États-Unis. Il étudie à l'université de l'Ouest du Michigan à Kalamazoo, où il écrit son mémoire à propos du philosophe Maurice Merleau-Ponty et Jean-Paul Sartre. Il étudie ensuite aux Claremont Colleges avant d'enseigner à l'université Brandeis. Il enseigne ensuite à l'université Harvard,.
C'est aux États-Unis qu'il épouse Elaine Brown, une afro-américaine, avec qui il a trois fils, Philippe Wamba dia Wamba, Kolo et James. Il s'implique dans le mouvement des droits civiques élémentaires. Lorsque la décolonisation de l'Afrique commence, il rejoint les comités de support de différents mouvements pan-africanistes aux États-Unis. Lors des divisions internes à l’ABAKO, à la veille de l'indépendance, Wamba dia Wamba prend position pour Daniel Kanza.
Lorsqu'il décide de revenir en Afrique, il gagne la Tanzanie de Julius Nyerere. Sous l'impulsion politique de ce dernier, l'Université de Dar es Salam est devenue le lieu académique où se croisent de grands universitaires africains sur fond de panafricanisme. En 1980, il devient ainsi professeur d'Histoire à l'université de Dar es Salam en Tanzanie, où il s'est installé, toujours en exil. Lors d'une visite du village de ses parents en 1981 au Zaïre, Wamba est arrêté par le gouvernement de Mobutu Sese Seko et est emprisonné pour avoir écrit un article considéré comme subversif. Il est emprisonné un an, et à sa libération, il retourne à l'Université de Dar-ès-Salam.
Wamba dia Wamba participe à la Conférence nationale souveraine tenue de 1990 à 1992 au Zaïre. De 1992 à 1995, il est président du Conseil pour le développement de la recherche en sciences sociales en Afrique (CODESRIA). 
En 1996, il refuse de se joindre à l'Alliance des forces démocratiques pour la libération du Congo (AFDL) de Laurent-Désiré Kabila qui marche sur Kinshasa, chasse Mobutu du pouvoir et s'en empare. 
En 1997 il est coauteur du livre African Declaration Against Genocide avec Jacques Depelchin (en), et obtient cette année-là le prix du Prince Claus. 
Lorsqu'une rébellion éclate en 1997 contre le gouvernement mis en place par Kabila, Wamba prend la tête du Rassemblement congolais pour la démocratie (RCD), vitrine politique de cette rébellion, avant d'en être exclu et de fonder le RCD-ML,.  
Il s'exile à nouveau en 2000 à Kampala en Ouganda, et ne revient à Kinshasa qu'en octobre 2002.
Il meurt le 15 juillet 2020 à Kinshasa, emporté par la Covid-19,.